# Khan Noonien Singh
Pour les articles homonymes, voir Khan (homonymie).
Khan Noonien Singh est un personnage de fiction de l'univers Star Trek joué par l'acteur Ricardo Montalbán dans l'univers original, et par Benedict Cumberbatch dans la chronologie alternative.

## Histoire
Humain « modifié » ou « amélioré », ce tyran essaye d'arriver au pouvoir durant les guerres eugéniques de 1991-1996, il est fait prisonnier avec ses semblables et exilé par la Terre en 1996, à bord du vaisseau spatial S.S. Botany Bay.

### Univers original
Retrouvé avec les siens, en hibernation cryogénique en l'an 2266 par James Kirk et les membres de l'Enterprise. Il tente de prendre le contrôle de l'Enterprise et de tuer son capitaine mais il est contraint à l'exil sur Ceti Alpha V, une planète vierge, en compagnie de Marla McGivers, l'historienne de l'Enterprise et de ses camarades.
Mais six mois plus tard, la planète voisine explose, causant un désastre écologique sur Ceti Alpha V et tuant la majorité des camarades de Singh et sa compagne.
Khan Noonien Singh reparaît, assoiffé de vengeance, en 2285, en prenant le contrôle de l'USS Reliant (NCC-1864) et meurt dans la destruction de celui-ci après une bataille contre l'Enterprise.

### Univers alternatif
Khan fait sa première apparition lorsqu'il propose son aide à un officier de Starfleet, ce dernier ayant une fille malade qui peut être guérie par le sang de l'humain amélioré. En échange de son aide, il demande au père de la fille qu'il vient de sauver de faire exploser le Centre des Archives de Starfleet (qui n'est en fait qu'une façade), ce qu'il fait après avoir informé ses supérieurs du fait que Khan le fait chanter. À ce moment Khan est connu sous le nom de John Harrisson et serait un des meilleurs agents de la Section 31, les services secrets de la Fédération.
Après un second acte terroriste contre le siège de Starfleet où se déroulait une réunion des officiers supérieurs de la flotte qui cherchaient une solution au premier attentat, il s'exile sur la planète Kronos, planète capitale de l'Empire klingon. La situation est difficile car les relations avec les Klingons sont très compliquées et le déclenchement d'une guerre entre la Fédération et l'Empire n'est qu'une question de temps. Le commandant en chef de Starfleet, l'Amiral Marcus, confie au Capitaine Kirk et à l’Enterprise la mission de retrouver Harrison/Khan et de le tuer, au mépris des lois fédérées et du règlement de Starfleet. L’Enterprise est équipé à cette occasion d'un nouveau type de torpilles à photons dont les spécifications techniques sont inconnues des techniciens du vaisseau.
Spock évoque, dès le départ du vaisseau, les ordres de l'amiral et remet en cause ces derniers. L'assassinat d'un terroriste n'étant pas conforme ni aux valeurs ni aux lois de la Fédération, il parvient à convaincre Kirk de capturer le renégat plutôt que d'obéir simplement aux ordres de l'amiral, ceci afin de ramener Khan sur Terre afin qu'il y soit jugé pour ses crimes.
Après une scène épique où Kirk, Spock, Uhura et quelques red shirts ont failli être capturés par des Klingons, Harrison aide les protagonistes avant de se rendre à Kirk qui le fait prisonnier.
Khan raconte alors son histoire : il fait partie d'une expérience, menée trois siècles plus tôt, lors des guerres eugéniques sur Terre à la fin du XXe siècle. Il était alors question de l'affrontement de l'humanité contre des humains génétiquement améliorés voulant détruire la race humaine considérée comme génétiquement inférieure. Les hommes parviennent à vaincre et à éliminer ces humains améliorés. Khan n'est pas le seul survivant de cette guerre. Il a été cryogénisé avec ses semblables et tous furent envoyés aux confins de l'espace dans un vaisseau prison. Retrouvé par Marcus, il fut réveillé dans le but de profiter de ses capacités. Finalement, sa férocité due à son utilité primaire (surpasser les autres races et les exterminer) le pousse à retrouver ses congénères pour les réveiller et assurer leur mission. Marcus voulant exterminer sa famille, Khan cache leurs capsules cryogéniques dans 72 torpilles à photons de nouvelle génération de Starfleet, encore en phase de mise au point.
Kirk, ne pouvant laisser son équipage mourir par sa faute, propose à Khan de l'accompagner dans le but de mettre fin à la menace de Marcus. Il accepte et tous les deux se rendent à bord d'un grand vaisseau de guerre inconnu, conçu sur l'ordre de Marcus avec l'aide de Khan dans le plus grand secret. Là-bas, Khan tue Marcus en lui brisant le crâne à mains nues et accepte que le reste de l'équipage soit sauvé en échange des 72 missiles contenant ses semblables, ce qui est un subterfuge de Khan qui n'hésite pas ensuite à endommager gravement l'Enterprise, amenant au sacrifice de Kirk pour sauver son équipage.
De retour sur Terre, Khan et Spock se battent longuement avant que Nyota Uhura n'intervienne : elle paralyse Khan à coups de phaser et demande à Spock qui s'acharne sur Khan à coups de poing de l'épargner car son sang pourrait ramener à la vie le capitaine de l’Enterprise. Khan, Spock et Uhura sont alors ramenés à bord. Kirk est ressuscité grâce à une transfusion de sérum synthétisé par le Dr McCoy à partir du sang de Khan. Ce dernier est à nouveau cryogénisé avec les siens (retirés préalablement des missiles cédés à Khan).